# Musculus procerus
Der Musculus procerus („Schlanker Muskel“), auch M. depressor glabellae oder M. santorinii ist ein Hautmuskel im Bereich der Nase und gehört zur mimischen Muskulatur. Er ist beim Menschen ein kleines Muskelband, das sich auf der Nasenwurzel befindet. Der Muskel entspringt der Faszie über dem Nasenbein und dem oberen Teil des seitlichen Nasenknorpels und strahlt in die Stirnhaut zwischen den Augenbrauen ein, wobei sich die Muskelfasern mit denen des Musculus frontalis kreuzen. Der Muskel zieht die Haut zwischen den Augenbrauen nach unten und ruft eine Querfaltenbildung im Bereich der Nasenwurzel hervor.